# Dc (logiciel)
dc (pour desk calculator, « calculatrice de bureau ») est une calculatrice en ligne de commande qui utilise la notation polonaise inverse et permet une précision arithmétique illimitée. C'est une des plus anciennes commandes Unix, antérieure au langage de programmation C.
Le calculateur bc, qui utilise la plus courante notation infixée, a été originellement créé comme une interface de programmation de plus haut niveau à dc. Les implémentations actuelles ne sont plus techniquement liées.